# 黄源洛
黄源洛（1910年5月23日—1989年4月2日），中國音樂家，曾創作大型歌剧《秋子》，是中國新音樂的開拓者之一。

## 簡歷
黄源洛1910年5月23日（宣统二年四月十五日）出生于长沙县安沙乡一个音乐世家:165，从小就接受传统音乐的熏陶和新音乐的启蒙教育，其父黄晓东曾执教于长沙师范学校。1923年，黄源洛以优异的成绩考入长沙师范学校，1927年毕业后，先后在长沙十七高小及一女校任音乐教师。
黄源洛受当时社会上进步思想的影响，满怀爱国热情，有着强烈的民族责任感。在北伐战争时期，黄源洛组织“荷花池民乐队”积极参加长沙各界同胞集会进行革命宣传。组织“大时代”音乐社，组织练习大合唱，举办小提琴训练班，同时开办小提琴班，创作不少青少年歌曲儿童歌舞剧音乐。他以湖南民族音乐为基础写的儿童歌曲《姐姐门前一树桃》，当时在长沙广为流传:165。
1928年在其兄的资助下，只身到上海美术专科学校音乐科，主修提琴，后改理论作曲，同时在上海国立音乐专科学校选修理论作曲，受教于黄自，靠半工半读维持学习和生活。黄源洛在沪学习期间也曾参加黎錦暉的歌舞剧演出。
1931年参加集美歌舞剧社及左翼剧联的“五月花剧社”。因在杭州演出田汉的《乱钟》、《战友》等抗日剧目而遭国民政府警察的镇压。1932年夏，黄源洛毕业后回到长沙，先后在长沙县第一中学、华中美术专科学校、明德中学、长郡中学、衡粹中学、明宪中学、湖南第一师范学校等学校担任音乐教员:165，也曾创作多部儿童歌舞剧作品。
1939年到重庆担任中华交响乐团中提琴手，在中华交响乐团、国立戏剧专科学校音乐系任职期间，创作了《秋子》等五部歌剧，这一时期是黄源洛一生中歌剧创作最有成就的阶段。《秋子》根据1938年《大公報》对抗战期间一对在慰安所重逢的日本夫妻的报道《宫毅与秋子》创作，1939年由剧作家陈定改写成剧本，黄源洛1939年11月开始着手谱曲，此后在创作《秋子》时夜以继日地投入，连儿子感冒也顾不上照料，后转为肺炎发高烧，向朋友借钱去医院看病，为时已晚，在去医院路上独子死在他怀里，妻子也因之与他离异而去。在因贫困而导致亲生儿子病死，家庭破裂的重大精神打击下，黄源洛以顽强的精神意志，日以继夜地创作，完成了中国第一部借鉴西洋歌剧创作手法写作的歌剧《秋子》。
1942年1月31日至2月6日在重庆国泰戏院（今和平电影院）公演歌剧《秋子》。首轮演出，立刻轰动山城重庆，周恩来、郭沫若等人都莅临观剧，并给予积极的评价。重庆的《新华日报》等许多报纸、天津的《大众报》、美国的《舞台与艺术》杂志都发表了评论文章。此后多次演出，歌剧《秋子》均受到观众的热烈欢迎。
1943年，黄源洛任国立戏剧专科学校音乐系副教授。1944年黄源洛又创作了表现黄河北岸抗战儿女的英雄故事《牧童村女》及《普罗米修斯之被困》、《牛郎织女》等歌剧。黄源洛的创作激励了广大人民抗日救国的热情。1946年，黄源洛应邀回长沙创办“湖南省立音乐专科学校”，任音乐专科学校校长，并亲自教授理论作曲课程:165。在湖南长沙解放前夕，黄源洛应湖南省政府主席程潜的要求，将学校提供为秘密商洽起义的场所，为和平解放湖南做出了有益的贡献。
中华人民共和国成立后，黄源洛应十二兵团司令员肖劲光的邀请，于1950年3月到海军工作，创建海军文工团。当年7月他满怀热情地写出了歌颂人民军队丰功伟绩的《八一大合唱》。抗美援朝时期，黄源洛萌生了创作一部大型历史歌剧《郑成功》的念头，以表達實現祖国统一的期望，并为此三下广东、福建等地，深入军营，走访渔村，采集各地民歌、戏曲。在此期间，他创作了歌剧《战台风》、歌曲《人民海军向前进》、《我曾战斗过的地方》、《海岸炮兵之歌》、《冲破惊涛骇浪》、《山茶花正在开放》等和多首管弦乐曲，以极大的热情讴歌新中国海军。1956年，他用民族说唱音乐形式写成的大合唱《鲁班》，参加全国第一届音乐周演出，得到一致好评。
正当黄源洛复审音乐出版社排出的《鲁班》的清样、着手写歌剧《郑成功》的音乐时，不幸的年月开始了，一场厄运降临到黄源洛的身上，此时他刚40多岁，正值创作的黄金岁月，未竟的事业成了他终生的遗憾。秉性耿直的黄源洛1957年在反右运动期间被错划成右派，创作的权利被剥夺了。
十年动乱，又被迫离开海政歌舞团，回到老家长沙，寄居在长沙市浏城桥下一间狭小破败的阁楼上。这期间，黄源洛不顾年老多病的身体，不顾生活的极端困难，在手无一字资料的情况下，不顾每天劳动之后的疲惫，以极大的毅力，仅凭脑子的记忆，开始偷偷地撰写《民族调式与和声》一书。
十一届三中全会以后，黄源洛1979年得到平反，恢复名誉，重新回到海政歌舞团工作。年近70的他仍然以极大的热情参加各种艺术活动，深入广东、闽南边防采风，以充沛的激情创作了《月光如水》、《梦回神州》、《召唤》等歌曲，同时不断修改《民族调式与和声》一书，数易其稿。1985年，黄源洛从海政歌舞团退休。
1989年4月2日，黄源洛在北京辞世:166。遗著《民族调式与和声》于1993年出版。

## 家族
黄源洛之弟黄源澧（1916年1月18日－2006年11月14日）是中华人民共和国幼年音乐教育事业的奠基人之一，1957年被任命为中央音乐学院附属中等音乐学校第一任校长:168。

## 評價
黄源洛是一位具有自我创作理念和创作个性的音乐家和歌剧作曲家。无论大歌剧、古典歌剧、抒情歌剧、轻歌剧，黄源洛都进行了实践，在借鉴西方歌剧形式方面已经作出了多样化的尝试。黄源洛以歌剧创作为理想追求的同时创作了大量作品，产生过重大社会影响。然而，在特定历史条件下，黄源洛的悲剧人生，使他成了一位被历史遗忘的音乐家。